# Blue Star Line
Blue Star Line — британская пассажирская и грузовая судоходная компания, основанная в 1911 году и просуществовавшая до 1998 года.
Голубая звезда
Промышленность
водный транспорт
Основан
1911 г., повторное основание: 2012 г.
Основатель
Братья Вести
Судьба
Продан P&O Nedlloyd в 1998 г.
Главное управление
Лондон, Великобритания
Обслуживаемая площадь
Мировой
Услуги
Контейнерные перевозки, Пассажирские перевозки
Чистая прибыль
159,3 млн долларов США в 2013 г.
Дочерние компании
Lamport & Holt Line, Booth Line, Попутные контейнерные перевозки, Starman Shipping, Austasia line